# Parlamento Flamengo

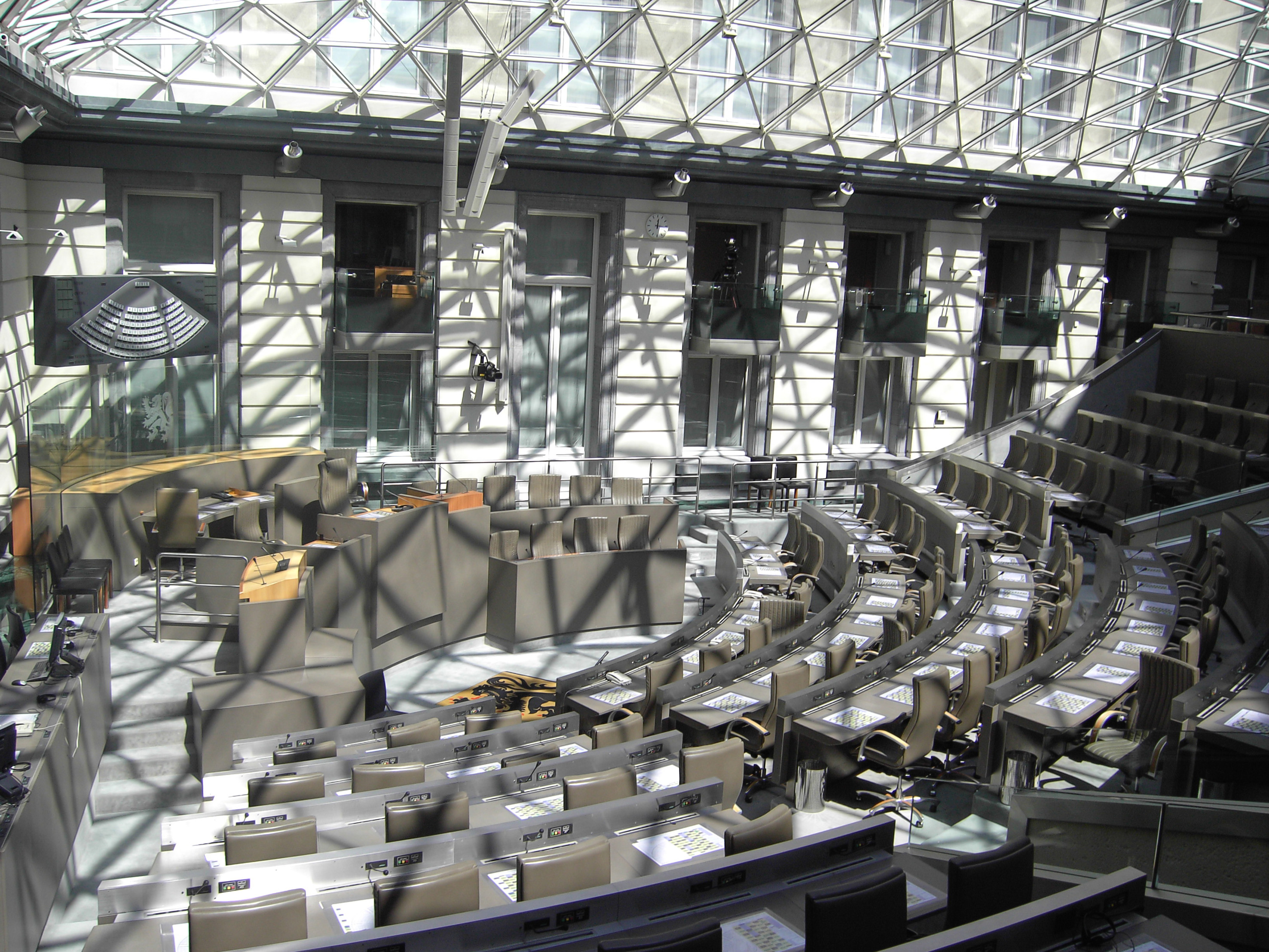

O Parlamento Flamengo (em neerlandês: Vlaams Parlement) é a assembleia da entidade federal flamenga (Comunidade flamenga e Região Flamenga), que compõem a Bélgica.